# Ernst Moritz Arndt
Ernst Moritz Arndt (Groß Schoritz, na ocasião Suécia, 26 de dezembro de 1769 — Bonn, Prússia, 29 de janeiro de 1860) foi um escritor alemão e membro da Assembleia Nacional de Frankfurt. Dedicou-se principalmente à mobilização contra a ocupação da Alemanha por Napoleão Bonaparte. É considerado um dos poetas mais importantes do período da Guerra de Libertação e visto de forma ambivalente pelos estudiosos: alguns enfatizam seus pensamentos democráticos e o veem como um patriota alemão em tempos turbulentos, enquanto outros o caracterizam como nacionalista e destacam a existência de tendências antissemitas em seus escritos.
Após os Decretos de Carlsbad, as forças de restauração o consideraram um demagogo e Arndt só foi reabilitado em 1840. Desempenhou papel importante no início do movimento nacionalista e liberal Burschenschaft e do movimento de unificação, e sua canção "Was ist des Deutschen Vaterland?" serviu como hino nacional alemão não oficial. Muito tempo depois de sua morte, sua propaganda de guerra contra a França foi usada novamente nas duas Guerras Mundiais.

## Juventude e estudos

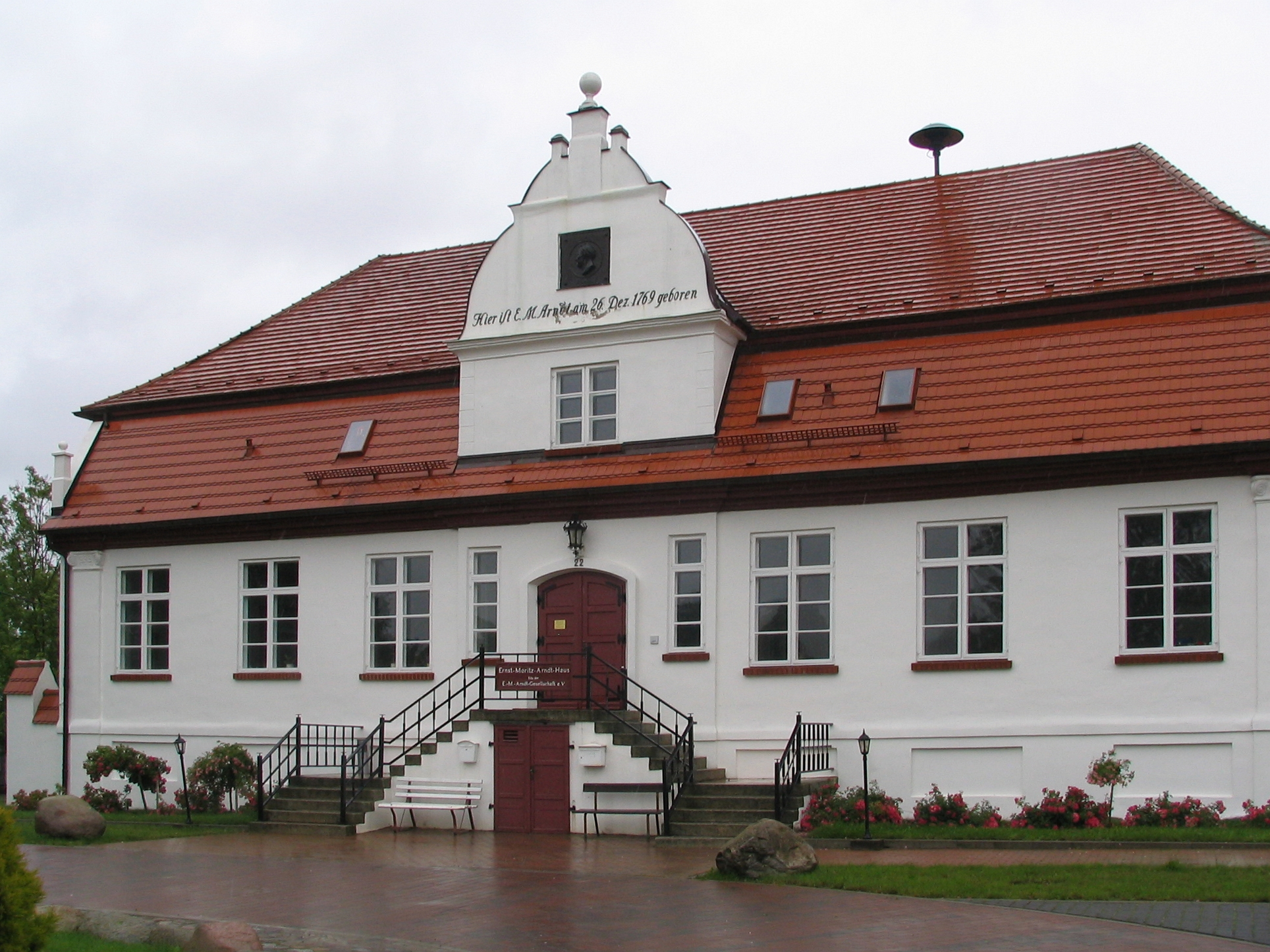
A casa onde Arndt nasceu.

Arndt nasceu em Gross Schoritz (um bairro de Garz), na ilha de Rügen, Pomerânia sueca, filho de um próspero fazendeiro, e servo emancipado do senhor de terras do distrito, o Conde Putbus; sua mãe nasceu em uma rica família alemã de agricultores. Em 1787 a família se mudou para as cercanias de Stralsund, onde Arndt frequentou o colégio. Após um período de estudos particulares entrou em 1791 para a Universidade de Greifswald como estudante de Teologia e de História, e em 1793 transferiu-se para a Universidade de Jena, onde sofreu a influência de Johann Gottlieb Fichte.
Após a conclusão de seus estudos universitários, retornou para casa, e por dois anos, foi tutor particular da família de Ludwig Koscgarten (1758-1818), pastor em Wittow, península mais ao norte da ilha de Rügen, e tendo se qualificado para o ministério como recém formado em Teologia, auxiliava nos cultos da igreja. Aos vinte e oito anos de idade, renunciou ao ministério, e por dezoito meses levou uma vida viajando pela Europa: visitou a Áustria, Hungria, Itália, França e Bélgica. De retorno para casa pelo rio Reno, sob a visão dos castelos em ruínas ao longo de suas margens, foi movido de intensa revolta contra a França. As impressões dessa viagem, descreveu mais tarde em Reisen durch einen Teil Deutschlands, Ungarns, Italiens und Frankreichs in den Jahren 1798 und 1799 (1802–1804).

## Oposição à servidão e ao governo napoleônico
Em 1800 Arndt se estabeleceu em Greifswald como privat-docent em História, e no mesmo ano publicou Über die Freiheit der alten Republiken. Em 1803 escreveu Germanien und Europa, uma ebulição fragmentária, que ele chamou de "seus pontos de vista sobre a agressão francesa". Este foi seguido por um dos mais notáveis de seus livros, Geschichte der Leibeigenschaft in Pommern und Rügen (Berlim, 1803), uma história de servidão na Pomerânia e em Rügen. Foi uma denúncia tão convincente, que o rei Gustavo IV Adolfo da Suécia, em 1806, aboliu essas condições de trabalho na região.
Nesse intervalo, Arndt passou de privat-docent para professor extraordinário e, em 1806, foi indicado para ocupar a cadeira de História na universidade. Neste ano, publicou a primeira parte de sua Geist der Zeit, na qual lança um desafio a Napoleão e convoca os compatriotas a se insurgirem e se libertarem do jugo francês. Tão grande foi a comoção popular produzida pelo escrito, que Arndt foi obrigado a se refugiar na Suécia para escapar da vingança de Napoleão.
Morando agora em Estocolmo, Arndt conseguiu emprego no governo, e dedicou-se à grande causa que estava mais próximo de sua arte, e em panfletos, poemas e canções transmitiu seu entusiasmo para seus compatriotas. A morte heroica de Ferdinand von Schill em Stralsund, obrigou-o a voltar para a Alemanha, e com o nome falso de Aßmann, professor de línguas, chegou em Berlim em dezembro.
Em 1810 retornou para Greifswald, mas apenas por alguns meses. Retomou suas viagens de aventura, conviveu com as figuras mais importantes de sua época, como Gebhard Leberecht von Blücher, August von Gneisenau e Heinrich Friedrich Karl Stein, e em 1812 foi convidado por este último para, em São Petersburgo, ajudar na organização da luta final contra a França. Enquanto isso, seus inúmeros panfletos, e canções patrióticas, tais como, "Was ist des Deutschen Vaterland?", "Der Gott, der Eisen wachsen ließ," e "Was blasen Trompeten?" estavam em todas as bocas.

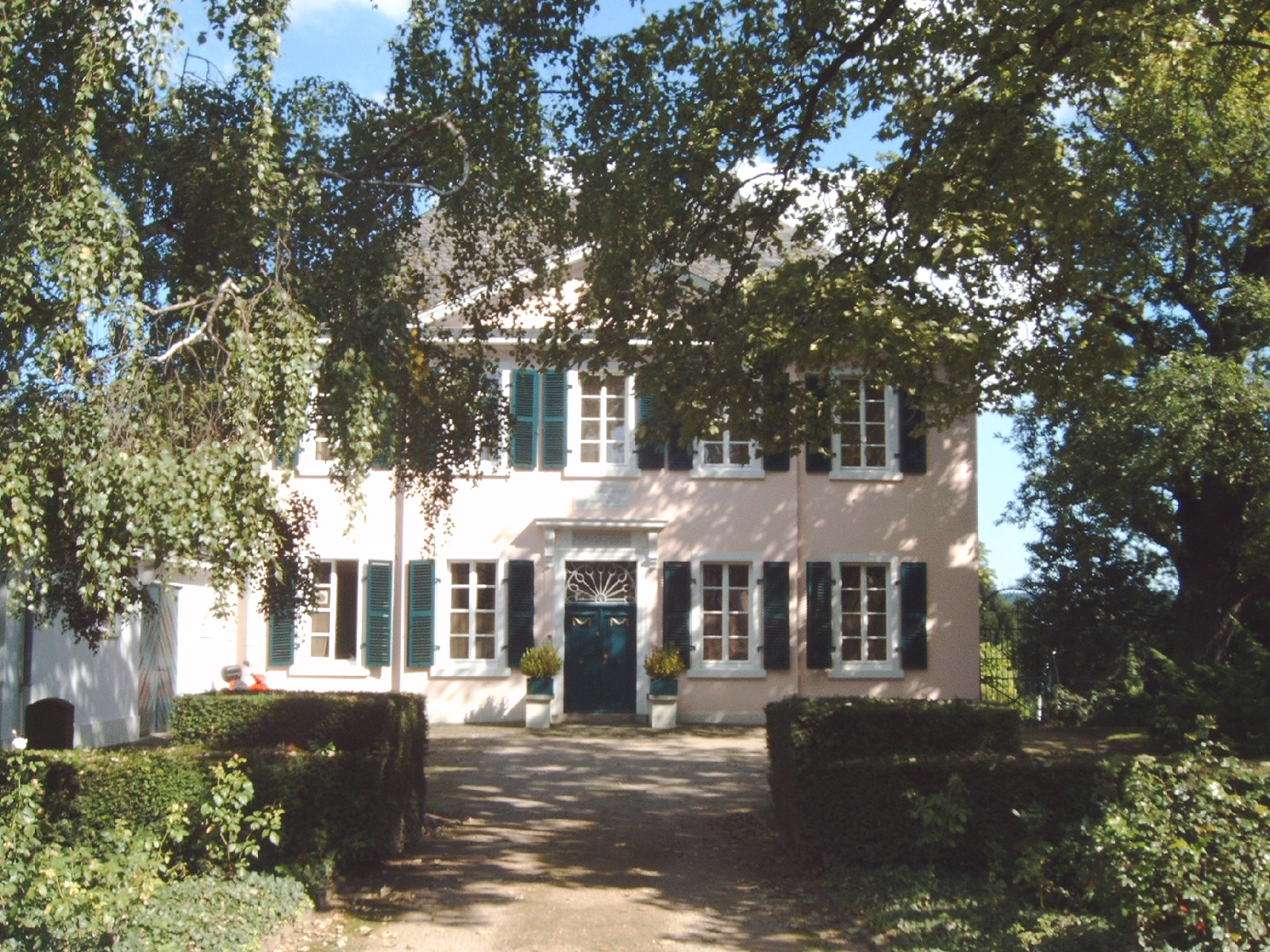
A casa de Arndt em Bonn, depois de 1819.

Quando, depois da paz, foi fundada a Universidade de Bonn em 1818, Arndt foi convidado para falar sobre a parte de sua obra Geist der Zeit, na qual criticava a política reacionária dos poderes alemães. A ousadia de suas exigências por reformas ofendeu o governo da Prússia, e, no verão de 1819, Arndt foi preso e seus documentos confiscados.
Apesar de logo ser libertado, no ano seguinte, o caso de Arndt foi levado à Comissão Central de Investigação em Mainz, criada em conformidade com os Decretos de Carlsbad, e citado perante um tribunal especialmente constituído. Apesar de não ser considerado culpado, Arndt foi proibido de exercer as funções de seu cargo de professor, porém, foi autorizado a receber o estipêndio. Os vinte anos seguintes Arndt passou afastado das atividades acadêmicas e se dedicou exclusivamente à literatura.
Em 1840, foi reintegrado no seu cargo de professor, e em 1841 foi eleito reitor da universidade. As revoluções de 1848 reacenderam no respeitável patriota suas antigas esperanças e energias, e ele ocupou uma cadeira de deputado na Assembleia Nacional de Frankfurt. Fez parte da delegação que ofereceu a coroa imperial a Frederico Guilherme IV, e indignado com a recusa do rei em aceitá-la, retirou-se vida pública juntamente com a maioria dos seguidores de Heinrich von Gagern.
Continuou a lecionar e a escrever, com vivacidade e vigor, e em seu aniversário de noventa anos recebeu de todas as partes da Alemanha felicitações e provas de afeto. Morreu em Bonn. Arndt foi casado duas vezes, a primeira em 1800, sua esposa morreu no ano seguinte; uma segunda vez em 1817. Seu filho mais novo morreu afogado no rio Reno em 1834.
Há monumentos em sua memória em Schoritz, em sua terra natal, na Universidade de Greifswald, e em Bonn, onde está sepultado no Alter Friedhof Bonn.

## Ressentimentos contra a França e o antissemitismo

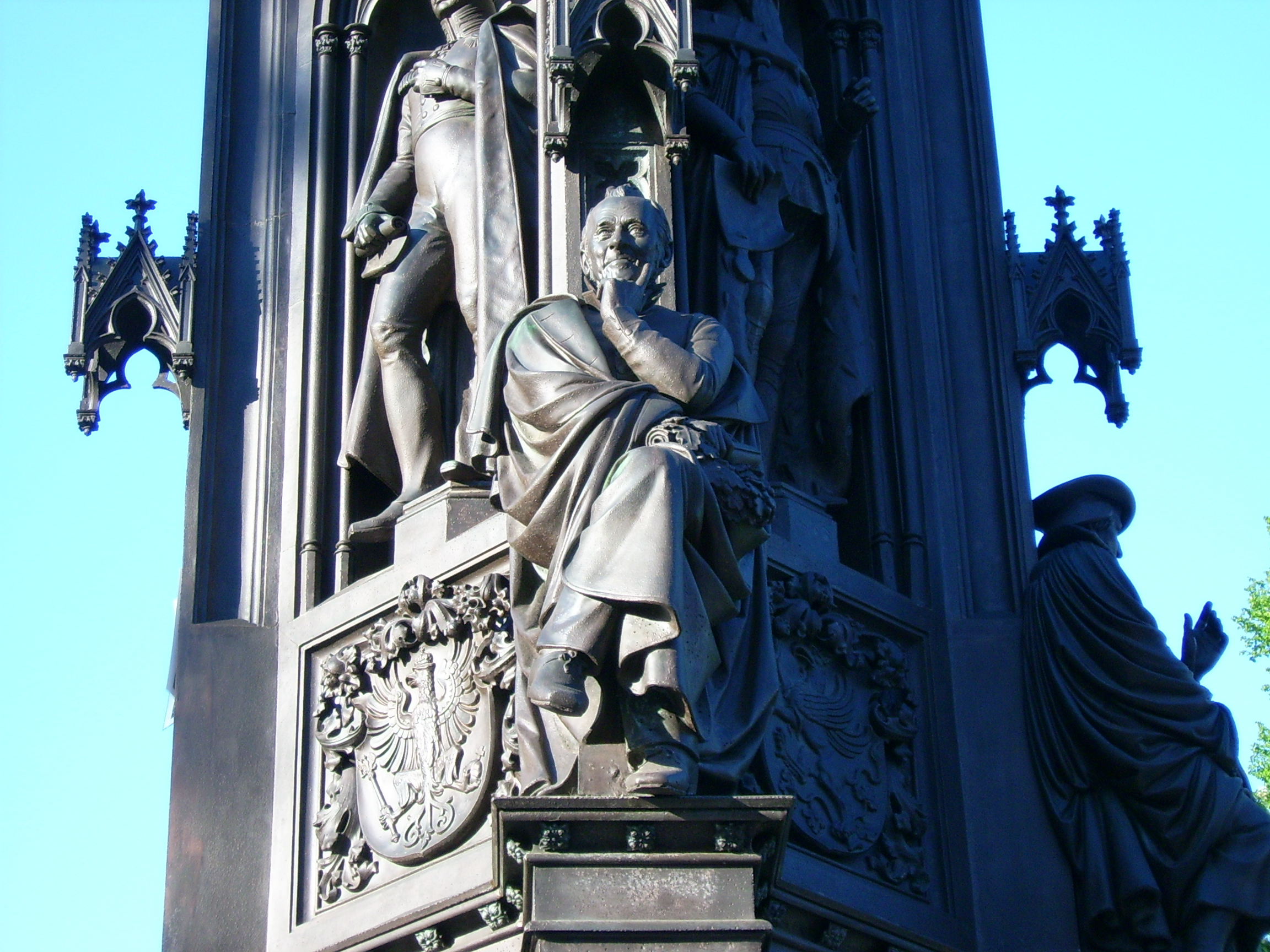
Monumento em frente à Universidade de Greifswald representando Ernst Moritz Arndt.

Originalmente um entusiasta dos ideais da Revolução Francesa, Arndt dissociou-se deles quando o Reino do Terror e os jacobinos tornaram-se presentes. Quando Napoleão começou a conquistar a Europa, essa renúncia foi se transformado em ódio.
Assim como Fichte e Jahn, Arndt começou a definir uma nação alemã como uma sociedade de origem homogênea, com base na história dos povos germânicos e dos "teutônicos" da Idade Média. Contudo, apesar de seus escritos não terem um programa político específico, eles definem seus inimigos externos. Embora a liberdade seja frequentemente citada, é empregada em um contexto difuso, assim como os termos nação, país e povo. Tem-se observado que a liberdade que Arndt imaginou não era a de uma sociedade moderna pluralista, mas a liberdade de uma comunidade protestante arcaica e tribal. Os franceses são chamados por Arndt de fracos, efeminados e moralmente depravados, ao mesmo que tempo que elogia as virtudes alemãs, que devem ser preservadas:

"Os alemães não foram maculados por povos estrangeiros, não se tornaram mestiços, eles diferentemente de muitos outros povos mantiveram-se em seu estado natural de pureza..."
Essas ideias levaram Arndt a produzir uma propaganda de duras críticas contra a França durante o período de ocupação napoleônica dos Estados alemães e com a qual incitou os alemães a odiarem os franceses:

"Quando eu digo que odeio a negligência francesa, que eu desprezo a delicadeza francesa, que eu desaprovo a loquacidade e a irresponsabilidade francesa, posso estar errado, mas é um erro que eu compartilho com todo o meu povo. Da mesma forma, eu poderia dizer que odeio a presunção inglesa, o puritanismo inglês, o isolamento inglês. Estas características odiáveis, desprezíveis e condenáveis não são propriamente ditas vícios, elas dependem das pessoas que as usam, podendo ser grandes virtudes que estão faltando para mim e o meu povo. Portanto, vamos odiar muito os franceses, vamos odiar os nossos franceses, os violadores e destruidores de nossa força e inocência, ainda mais agora que nos sentimos como se as nossas forças e resistência estão mais enfraquecidas e debilitadas."
Ele também alertou para o contato muito próximo com o Judaísmo. Quando argumentou que "a semente de Abraão" era fortemente predominante na segunda geração depois da conversão ao cristianismo, ele ainda alertou para os "milhares que devido a tirania russa agora virão sobre nós ainda mais abundantes através da Polônia", "o dilúvio impuro do Oriente". Além disso, advertiu sobre a existência de um complô intelectual judeu, alegando que os judeus haviam "usurpado" boa metade de toda a literatura.
Arndt também mistura seu ódio dos franceses com o antissemitismo, chamando os franceses de "o povo judeu ( das Judenvolk)", ou "refinados judeus maus (verfeinerte schlechte Juden)". Em 1815, escreve sobre os franceses: "Judeus... Eu os chamo novamente, não só por seus hábitos de judeus e suas avarezas, mas ainda mais devido ao seu jeito judeu de lidar com isso unidos."

## Opiniões antipolonesas e antieslavas

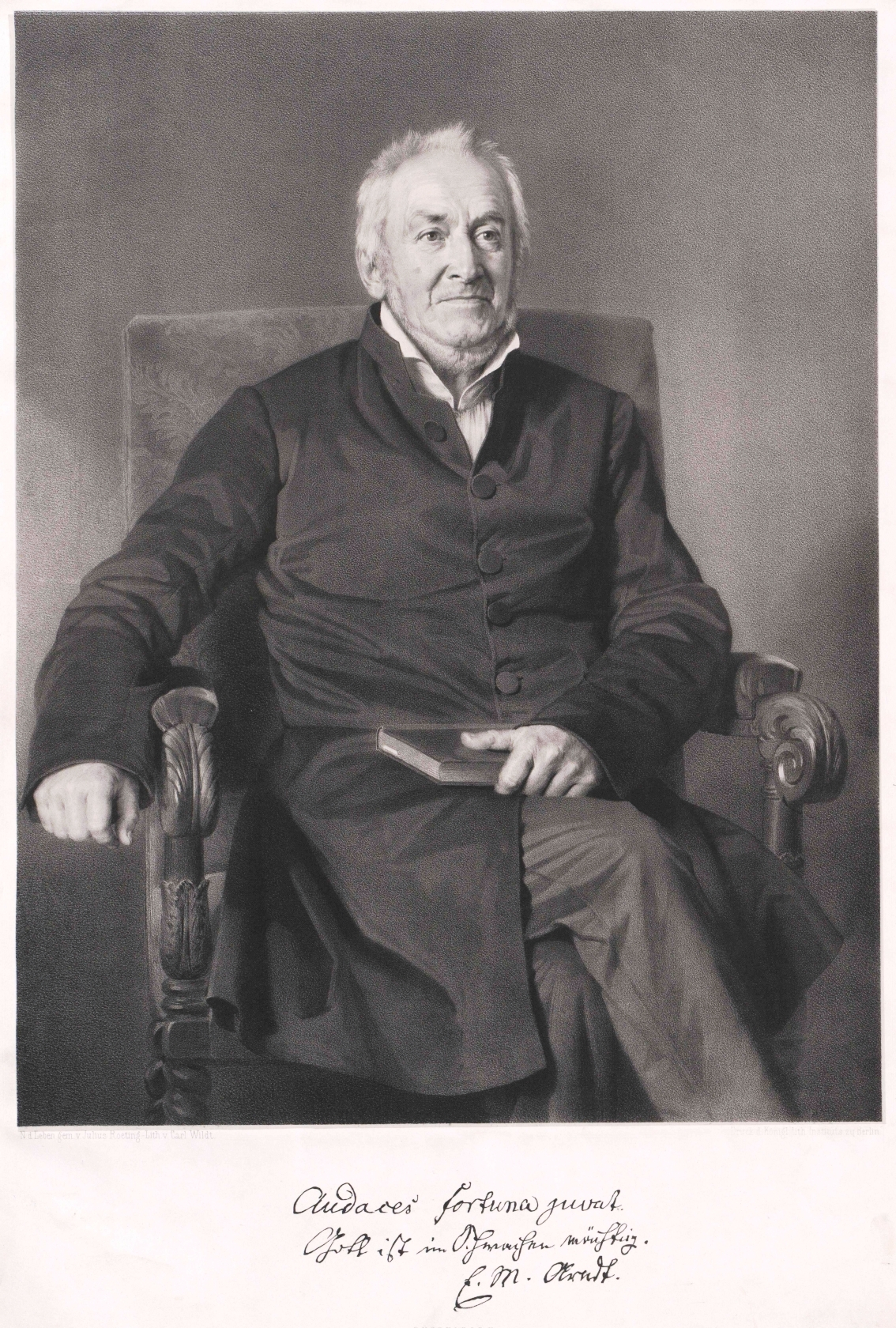
Arndt na velhice.

Arndt foi também um inimigo do povo polonês e publicou um panfleto antipolonês em 1831, onde descreveu o polonês como um povo "bárbaro e selvagem". Em 1848, durante os eventos da Primavera das Nações, quando a questão polonesa foi levantada, Arndt declarou que as "tribos" de eslavos e vendos "nunca fizeram ou foram capazes de fazerem qualquer coisa duradoura com relação ao Estado, ciência ou arte" e concluiu: "à princípio eu concordo com a história do mundo que faz o julgamento: os poloneses e toda a tribo eslava são inferiores aos alemães."

## Obras
Poemas e canções
Os poemas líricos de Arndt não são todos confinados à política. Muitos deles que fazem parte das Gedichte são peças religiosas.
Esta é uma seleção de seus poemas e canções mais conhecidas:
- Sind wir vereint zur guten Stunde ("Quando estamos unidos em momentos felizes")
- Was ist des Deutschen Vaterland? ("O que é a pátria dos alemães?")
- What is the German’s Fatherland? em inglêsGerman Classics 1900 William Cleaver Wilkinson
- Der Gott, der Eisen wachsen ließ . Melodia escrita por Albert Methfessel (1785–1869).
- Zu den Waffen, zu den Waffen ("Às armas, às armas!")
- Kommt her, ihr seid geladen ("Venha, você está convidado", Evangelisches Gesangbuch (hinário evangélico), 213)
- Ich weiß, woran ich glaube ("Eu sei no que eu acredito", Evangelisches Gesangbuch (hinário evangélico), 357)
- Die Leipziger Schlacht ("The Batalha de Leipzig", Deutsches Lesebuch für Volksschulen (livro de leitura alemão para o ensino fundamental))

Obras selecionadas
- Reise durch Schweden ("Viagem pela Suécia", 1797)
- Nebenstunden, Beschreibung und Geschichte der Shetländischen Inseln und Orkaden ("Descrição e história das ilhas Shetland e Órcades", 1820)
- Die Frage über die Niederlande ("A questão holandesa", 1831)
- Erinnerungen aus dem äusseren Leben (1840)  Uma autobiografia, e a fonte mais valiosa de informação sobre a vida de Arndt. Esta é a base da obra de E. M. Seeley, Life and Adventures of E. M. Arndt (1879)
- Rhein- und Ahrwanderungen ("Peregrinações ao longo dos rios Reno e Ahr", 1846)
- Meine Wanderungen und Wandlungen mit dem Reichsfreiherrn Heinrich Carl Friedrich vom Stein ("Minhas peregrinações e metamorfoses, juntamente com Heinrich Friedrich Karl vom und zum Stein", 1858)
- Pro populo germanico (1854) Originalmente concebido para formar a quinta parte de Geist der Zeit.

Biografias
- Schenkel (Elberfeld, 1869)
- E. Langenberg (Bonn, 1869)
- Wilhelm Baur (Hamburg, 1882)
- H. Meisner and R. Geerds, E. M. Arndt, Ein Lebensbild in Briefen (1898)
- R. Thiele, E. M. Arndt (1894).